# Scorpaenodes steenei
Scorpaenodes steenei és una espècie de peix pertanyent a la família dels escorpènids.

## Hàbitat
És un peix marí, associat als esculls de corall i de clima subtropical (28°S-35°S).

## Distribució geogràfica
Es troba a l'Índic oriental: és un endemisme del sud-oest d'Austràlia.

## Observacions
És inofensiu per als humans.